# Coppa dei Campioni 1971-1972 (pallamano maschile)
La Coppa dei Campioni 1971-1972 è stata la 12ª edizione della massima competizione europea di pallamano riservata alle squadre di club. Il torneo ha avuto inizio il 6 ottobre 1971 e si è concluso il 19 febbraio 1972. Il titolo è stato conquistato dagli jugoslavi del Partizan Bjelovar per la terza volta nella loro storia, la seconda consecutiva, sconfiggendo in finale i campioni in carica, i tedeschi del Gummersbach.

## Risultati

### Primo turno
| Squadra 1           | Totale  | Squadra 2          | Andata  | Ritorno |
| ------------------- | ------- | ------------------ | ------- | ------- |
| Dudelange           | 23 - 38 | Sittardia          | 10 - 17 | 13 - 21 |
| Hafnarfjörður       | 34 - 36 | Ivry               | 18 - 21 | 16 - 15 |
| MAI Mosca           | 42 - 37 | Grunwald Poznan    | 25 - 16 | 17 - 21 |
| Oppsal              | 36 - 26 | Granollers         | 20 - 10 | 16 - 16 |
| St. Otmar San Gallo | 24 - 52 | SoIK               | 15 - 25 | 9 - 27  |
| UK-51               | ? - ?   | Hapoel Petah Tikva | 17 - 21 | ? - ?   |

### Ottavi di finale
| Squadra 1         | Totale  | Squadra 2          | Andata  | Ritorno |
| ----------------- | ------- | ------------------ | ------- | ------- |
| Efterslægtens     | 43 - 26 | Salisburgo AK 1914 | 27 - 12 | 16 - 14 |
| Hafnarfjörður     | 30 - 21 | UK-51              | 13 - 10 | 17 - 11 |
| Herstal           | 24 - 52 | SoIK               | 15 - 25 | 9 - 27  |
| Gummersbach       | 59 - 26 | Sporting CP        | 38 - 6  | 21 - 20 |
| MAI Mosca         | 25 - 22 | Minden             | 12 - 11 | 13 - 11 |
| Oppsal            | 40 - 31 | Csernomorec Burgas | 25 - 15 | 15 - 16 |
| Partizan Bjelovar | 73 - 20 | Flaminio Genovesi  | 43 - 11 | 30 - 9  |
| Sittardia         | 25 - 34 | Tatran Prešov      | 9 - 10  | 16 - 24 |

### Quarti di finale
| Squadra 1         | Totale  | Squadra 2     | Andata  | Ritorno |
| ----------------- | ------- | ------------- | ------- | ------- |
| MAI Mosca         | 25 - 18 | SoIK          | 13 - 9  | 12 - 9  |
| Oppsal            | 31 - 32 | Gummersbach   | 18 - 13 | 13 - 19 |
| Partizan Bjelovar | 55 - 22 | Hafnarfjörður | 27 - 8  | 28 - 14 |
| Tatran Prešov     | 42 - 27 | Efterslægtens | 18 - 14 | 24 - 13 |

### Semifinali
| Squadra 1         | Totale  | Squadra 2     | Andata  | Ritorno |
| ----------------- | ------- | ------------- | ------- | ------- |
| Gummersbach       | 30 - 24 | Tatran Prešov | 12 - 5  | 18 - 19 |
| Partizan Bjelovar | 32 - 31 | MAI Mosca     | 21 - 14 | 11 - 17 |

### Finale
| Dortmund 19 febbraio 1972 | Gummersbach | 14 – 19 | Partizan Bjelovar |  |